# Лавис
Лавѝс (на италиански: Lavis; на немски: Laifs, Лаифз) е град и община в Северна Италия, автономна провинция Тренто, автономен регион Трентино-Южен Тирол. Разположен е на 238 m надморска височина. Населението на общината е 8912 души (към 2015 г.).